# Спящий лев (линейный корабль)
«Спящий лев» или «Шлав леу» — парусный линейный корабль Азовского флота Российской империи. 

## Описание корабля
Один из двух парусных линейных кораблей типа «Старый дуб», строившихся в Воронеже с 1701 по 1709 год. Длина корабля по сведениям из различных источников составляла от 46,2 до 46,8 метра, ширина — 12,2 метра, а осадка от 3,2 до 3,4 метра. Экипаж судна состоял из 450 человек, а вооружение составляли 70 орудий.

## История службы
Корабль «Спящий лев» был заложен на стапеле Воронежской верфи 29 сентября (10 октября) 1701 года и после спуска на воду в 1709 году вошёл в состав Азовского флота. Строительство вёл корабельный мастер Ричард Козенц. В том же году корабль был переведён с верфи в Тавров.
В 1710 году судно перестраивалось в Таврове для участия в кампании 1711 года, однако на воду весной спущено не было из-за малой воды.
По окончании службы в 1727 году корабль был разобран в Таврове.

## Командиры
В апреле 1711 года командиром корабля был назначен капитан А. Симсон, однако фактически в этот период времени он командовал другим кораблём.

### Комментарии
1. ↑  151 фут 6 дюймов[1].
2. ↑  40 футов[1].
3. ↑  10 футов 6 дюймов[1].
4. ↑  Англичанин на русской службе оригинал имени Andrew Simpson, в русской транслитерации также встречаются варианты использования имён Андрис и Генрих[6].